# Argo (ROV)
Pour les articles homonymes, voir Argo.
Argo est un traîneau sous-marin télécommandé équipé d'une caméra vidéo développée par le Dr Robert Ballard à travers le Woods Hole Oceanographic Institute's Deep Submergence Laboratory. Argo est surtout célèbre pour son rôle dans la découverte de l'épave du RMS Titanic en 1985. Argo jouerait également un rôle clé dans la découverte de l'épave du cuirassé Bismarck en 1989.
Le traîneau remorqué, capable d'opérer à des profondeurs de 6 000 mètres (20 000 pieds), permettait d'explorer 98 % du fond océanique. Le Argo original, utilisé pour trouver le Titanic, mesurait 4,6 m de long, 1,1 m de haut et de large, et pesait environ 1814 kg à l'air. Il disposait d'un ensemble de caméras pointant vers l'avant et vers le bas, ainsi que de flashs et d'éclairages incandescents pour éclairer le fond océanique. Il pouvait prendre des images en grand angle en volant 15 à 30 m au-dessus du fond marin, remorqué par un navire de surface, et pouvait également zoomer pour des vues détaillées.